# Содмес-Ворыква
Содмес-Ворыква — река в России, протекает по Княжпогостскому району Республики Коми. Устье реки находится в 12 км от устья Ворыквы по правому берегу. Длина реки составляет 29 км.

## Данные водного реестра
По данным государственного водного реестра России относится к Двинско-Печорскому бассейновому округу, водохозяйственный участок реки — Вычегда от города Сыктывкар и до устья, речной подбассейн реки — Вычегда. Речной бассейн реки — Северная Двина.
Код объекта в государственном водном реестре — 03020200212103000020893.